# Wenkbach
Wenkbach is een plaats in de Duitse gemeente Weimar (Lahn), deelstaat Hessen, en telt 690 inwoners (2008).